# Seen

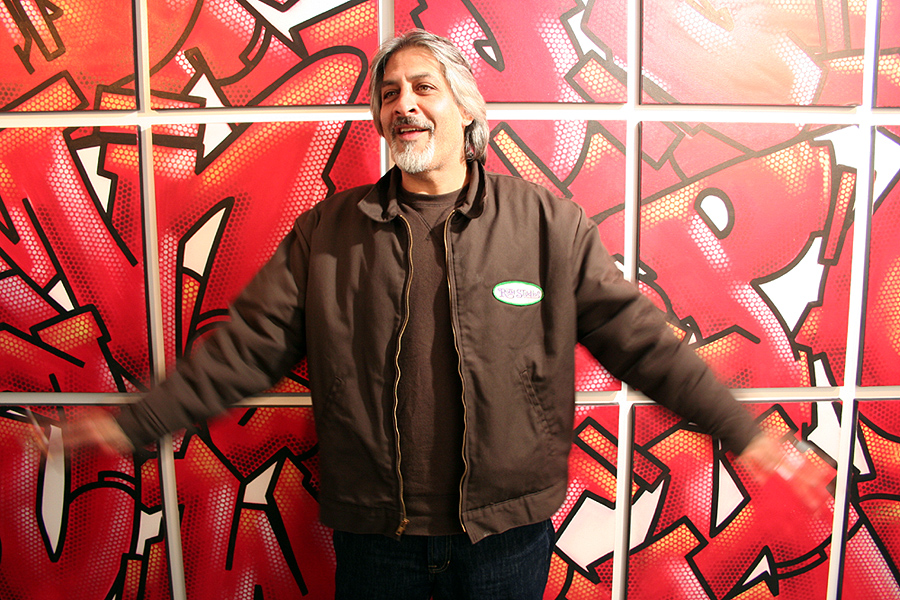
Seen, Galerie Chappe, Paris, 2007.

Richard "Richie" Mirando (Bronx, Nueva York, 1961) conocido como Seen, es uno de los pioneros del grafiti más conocidos en el mundo. Empezó a pintar con 11 años en el Metro de New York en 1973 y en 2021 sigue en activo.
Nació en el barrio neoyorquino del Bronx donde creció y aún vive hoy. Muy joven, ya es un prodigio del arte plástico. Recibe su primer aerógrafo a la edad de 11 años, y dos años después, realiza pinturas decorativas para su tío, dueño de un garaje. Entonces personaliza sus primeros vehículos, pero el movimiento del grafiti está en pleno auge en este momento y a Richard le cautivan los trenes de metro pintados que estacionan en el depósito de Lexington Avenue en la línea 6, justo detrás del garaje de su tío. Entra en el depósito un sábado por la tarde en 1973 y realiza su primera "obra". Elige el apodo "Seen". La secuencia de las 2 "E" le agrada y el significado le corresponde. Para él, hacer grafiti se convierte en un medio de concretizar su deseo de ser visto por el mayor número de personas posible. Su primera pintura es una revelación. De simple espectador, se convierte en actor del joven movimiento. El metro se convierte en su soporte privilegiado. Entonces enlaza las acciones y llega a pintar coches enteros (Whole cars) que marcarán para siempre los espíritus de los neoyorquinos. Su nombre y su arte son transportados por toda la ciudad en los trenes que cada día toman cientos de miles de personas. Su estilo único, su creatividad y su tenacidad lo establecen como líder del movimiento del grafiti underground neoyorquino de la década de 1980. En 1982, el documental Style Wars de Tony Silver y Henry Chalfant lo convierte en un icono del movimiento en el resto del mundo. Reconocido por sus compañeros como el "Godfather of Graffiti", Seen es el artista de grafiti más famoso de la actualidad, cuya influencia no tiene precedentes.

Su crew "United Artists" (UA) ha ganado reputación mundial por su trayectoria, pintando sobre todo trenes de Metro y grandes Murales, siendo especialmente famoso el grafiti realizado sobre las letras del letrero de la colina de Hollywood.
Fue a principios de los 80 cuando empezó a trabajar en lienzos, exhibidos en galerías y comprados por museos y coleccionistas privados de todo el mundo.
A finales de los 80 empezó a ser también conocido como artista de tatuaje abriendo "Tattoo SEEN", volviéndose uno de los estudios de tatuajes más famosos de New York en poco tiempo, pero ya se retiró de esta profesión.
A pesar de la alta demanda del trabajo de Seen en Europa y sus viajes constantes por el mundo, él continuó pintando el metro de New York hasta 1989, mucho tiempo después de que muchos hayan declarado la derrota frente al MTA (Autoridad Metropolitana del Transporte).
Es considerado "the godfather of graffiti" (el padrino del grafiti) por muchos artistas de grafiti de hoy día y ha expuesto su trabajo a lo largo del mundo, como en Tokio, Londres o Madrid.
Recientemente se está centrando en la pintura de lienzos con Spray y plantillas, la escultura, y figuras de vinilo para coleccionistas, realizando importantes exposiciones de sus obras de arte.
Aparece en múltiples documentales y películas sobre grafiti como Style Wars y libros clásicos como Subway Art.

## Apariciones en otros Medios
- Pueden ser vistos throw ups y piezas de Seen en videojuegos como The Warriors, Marc Eckō's Getting Up: Contents Under Pressure o GTA V.

- Recientemente ha aparecido en un número especial sobre él en la revista inglesa Graphotism.